# Peter Kraus (Eishockeyspieler)
Peter Kraus (* 27. Januar 1973) ist ein deutscher Eishockeyspieler, der auf der Position des Stürmers spielt. Seit 2008 spielt er für den EV Lindau aus der BEL, wo er aktuell Mannschaftskapitän ist.

## Karriere
Peter Kraus begann seine Laufbahn 1990 beim EV Ravensburg in der Oberliga-Süd. Nach dem Aufstieg in die 2. Bundesliga zur Saison 1991/92, stieg er mit der Mannschaft aber direkt wieder in die Oberliga ab. 1994 wechselte Kraus für drei Spielzeiten zum EHC Neuwied in die 1. Liga Nord, mit dem er 1997 den DEB Ligapokal sowie die Meisterschaft der 1. Liga gewinnen konnte.
Danach ging er für eine Saison für den EHC Trier in der 1. Liga Nord aufs Eis, absolvierte in diesem Jahr allerdings auch sieben Spiele für den ERC Sonthofen aus der 1. Liga Süd. In der folgenden Spielzeit stand Kraus beim EC Ulm/Neu-Ulm aus der 1. Liga Süd unter Vertrag, bevor er dann von 1999 bis 2006 erneut für den EV Ravensburg in der Regionalliga und der Oberliga aktiv war. Nach einem Jahr beim ESC Geretsried spielt er seit 2008 beim EV Lindau. Kraus konnte 2009 mit der Mannschaft den Westtitel der Landesliga Bayern gewinnen und mit dem Team in die BEL 2010/11 aufsteigen.

## Erfolge und Auszeichnungen
- Aufstieg in die 2. Bundesliga 1991
- DEB Ligapokalsieger 1997
- Meister der 1. Liga 1997
- Meister der Landesliga Bayern (Gruppe West) 2008/09